# مخطط إسباجيتي
مخطط إسباجيتي هو مساعدة رسومية مستخدمة في أنشطة التصنيع الضعيف (الإنتاج دون تخزين)، يستعمل لتوضيح تفاصيل التدفق المادي الفعلي والمسافات الموجودة في أي عملية تتعلق بالعمل، إن العمليات التي لا تُنضم وتُبسط كثيرًا ما تكون ضعيفة التخطيط بالنسبة للعمل/المنتج الذي يأخذ طريقًا خلال منطقة العمل التي تبدو وكأنها كتلة من الإسباجيتي المطبوخة، ويقتفي مخطط إسباجيتي في كثير من الأحيان أنماط سير العمال في عملية ما، بدءًا من مرافق التصنيع إلى الرعاية الصحية، ويعمل هذا المخطط في الغالب كتوضيح لعدم كفاءة النظام.
لعمل مخطط إسباجيتي، عليك أولاً إنشاء خريطة ذات مقياس من محطة العمل أو العملية المتعلقة بالعمل، وتكمن الخطوة التالية في رسم خط من نقطة بدء العمل إلى الخطوة التالية ثم الخطوة الثالثة وهكذا حتى الخروج من محطة العمل/المنتج، وستوضح دراسة هذا المخطط الناتج الأماكن التي تحتاج إلى تحسينات.
ويأتي استخدام المعلومات التي يوفرها مخطط العملية بهدف الاستفادة منها في الانتقال المادي لخطوات العمل، بحيث لا تتراجع العملية المتعلقة بالعمل/المنتج في أي لحظة وتستمر بطريقة خطية، ويأتي التخطيط النهائي الشائع الناتج عن استخدام مخطط إسباجيتي ليتمثل في محطة عمل على شكل حرف "U"، حيث تدخل المواد من نهاية واحدة وتخرج بطريقة متوازية مع جميع خطوات العمل المنجزة.
ويمكن عمل هذا المخطط في 4 مستويات مختلفة التفاصيل، وتتمثل هذه المستويات في الطريق الذي يسلكه المنتج ومكان مشي المشغل ومكان حاجة استخدام المشغل ليديه ومكان مراقبة عيون المشغل، ويمكن تحليل كل مستوى تفصيلي واحد.
يمكن استخدام مخطط إسباجيتي لتحسين جودة العمليات في مختلف المجالات، فعلى سبيل المثال، يحدث هذا غالبًا في مجال الرعاية الصحية.